# Katolička Crkva u Francuskoj Gijani
Katolička Crkva u Francuskoj Gijani je dio svjetske Katoličke Crkve, pod duhovnim vodstvom pape i rimske kurije. U Francuskoj Gvajani živi oko 75 % katolika od ukupnog stanovništva. Katolici Francuske Gvajane okupljeni su u jedinu biskupiju - Cayenne.

## Povijest
Godine 1651. na tom području se osniva apostolska prefektura Francuska Gvajana-Cayenne. Prefektura je uzdignuta na razinu vikarijata u siječnju 1933., i na kraju biskupija Cayenne u veljači 1956. godine. To je trenutno sufraganska biskupija nadbiskupije Fort-de-France na otoku Martinik. Sadašnji biskup je Emmanuel Marie Philippe Louis Lafont koji je imenovan na tu dužnost u lipnju 2004. godine.